# Febo (snackbar)

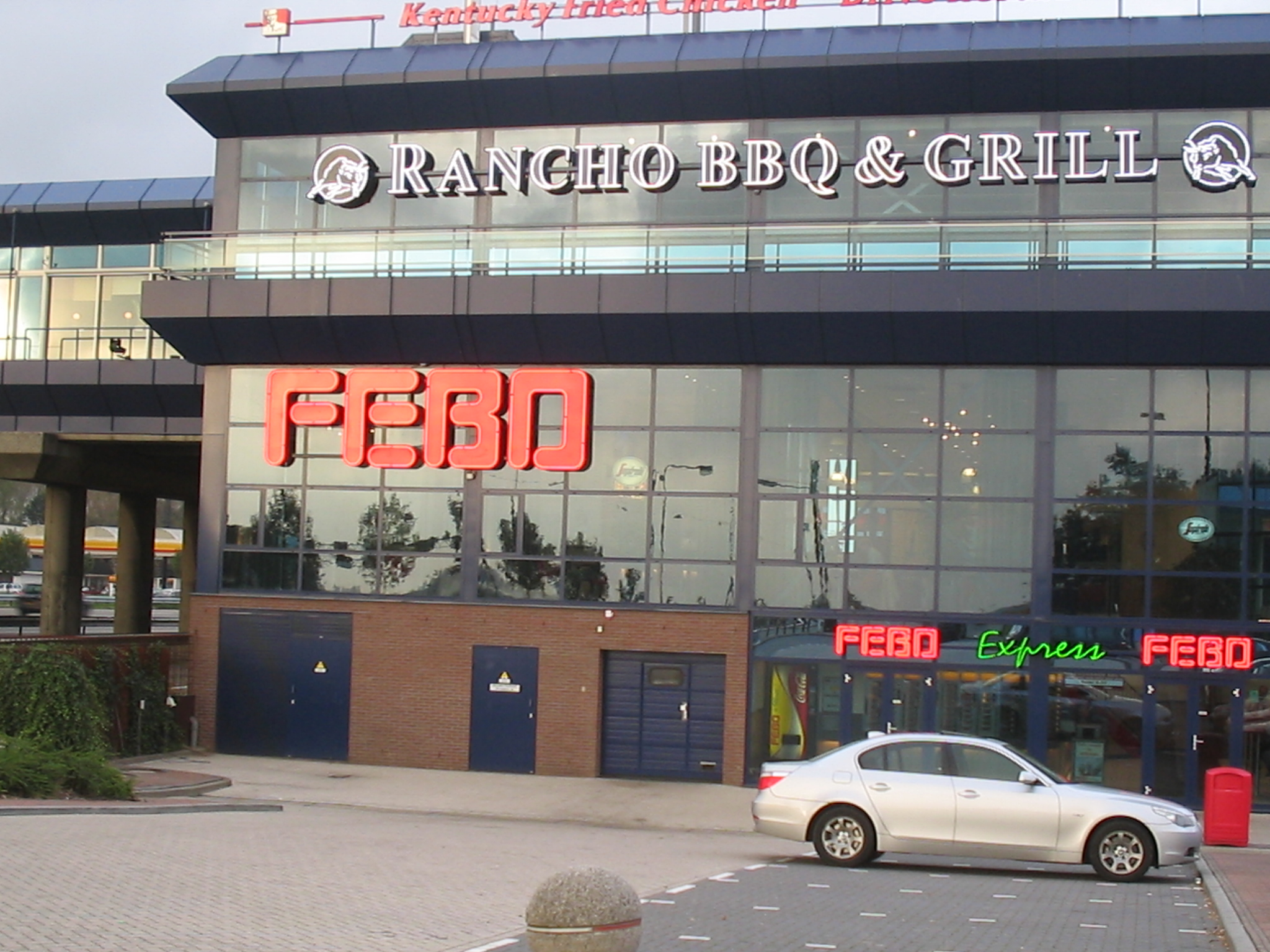
Febo langs Rijksweg 4 bij Hoofddorp

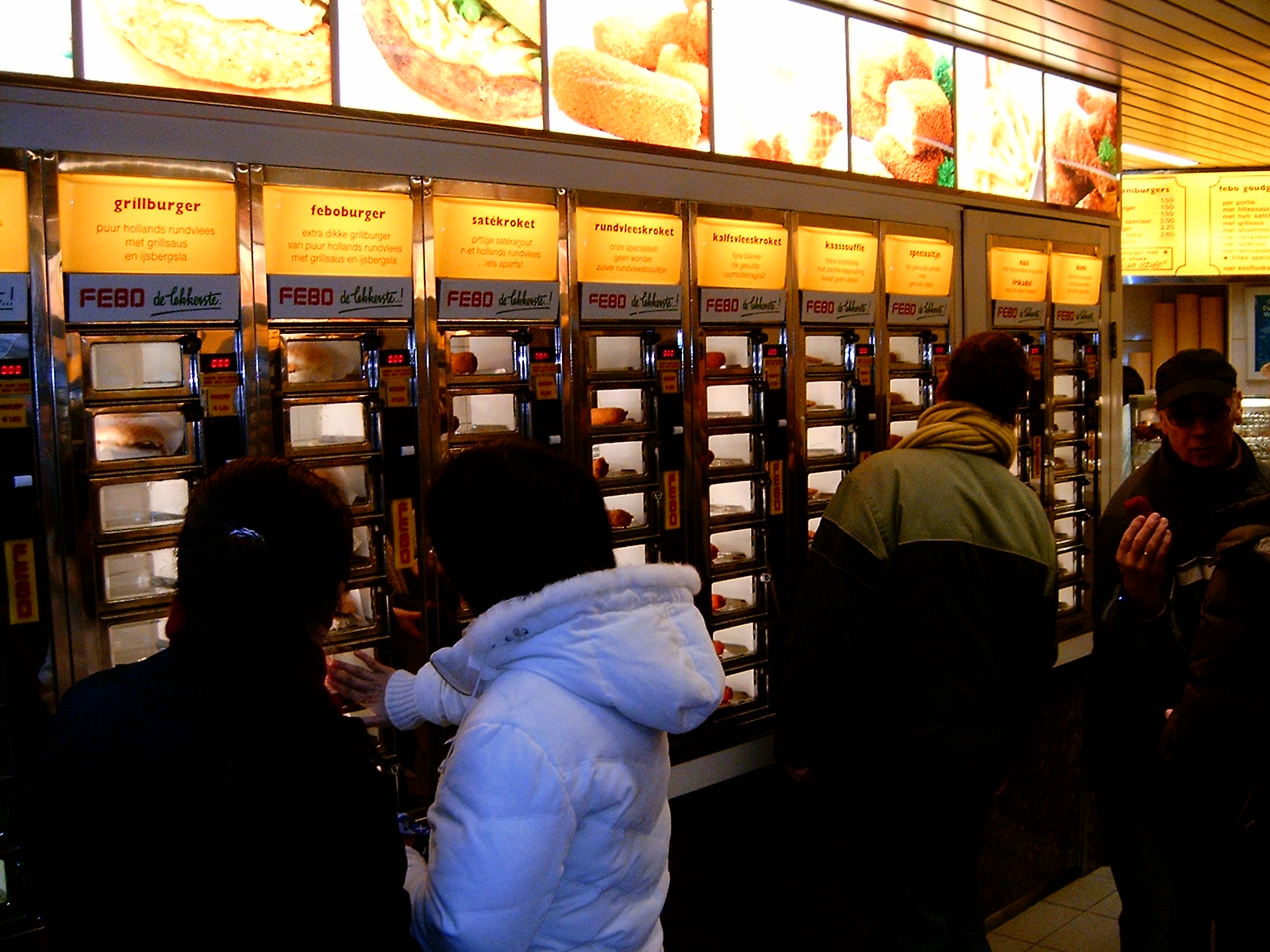
Febo op de Nieuwendijk in Amsterdam

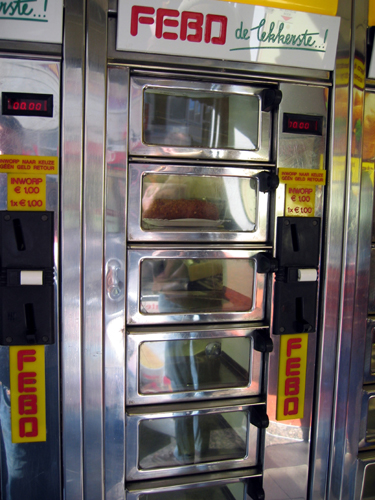
Febo-automatiek

Febo is een snackbarketen in Nederland. De oprichter begon ooit als brood- en banketbakker.

## Geschiedenis
In 1941 werd Maison Febo (oorspronkelijk Bakkerij Febo) opgericht door Johan de Borst (1919-2008). Wat begon als een bakkerswinkel groeide uit tot een automatiek, waar De Borst zelfgemaakte kroketten verkocht.
De naam 'Febo' is afgeleid van de Amsterdamse Ferdinand Bolstraat in de Pijp, waar Johan de Borst het bakkersvak leerde. Volgens de oprichter was de bedoeling een bakkerij te openen aan de Ferdinand Bolstraat. De naam Febo stond al in de papieren. Uiteindelijk kwam de zaak aan de Amstelveenseweg, maar De Borst handhaafde vanwege de oprichtingsstatuten de naam Febo. De eerste automatiek opende hij in 1960 aan de Karperweg, om de hoek van de bakkerij aan de Amstelveenseweg. Borst liet een keuken bouwen in de bakkerij, die werd gesloten. Van hieruit werden nieuwe filialen geopend in Amsterdam en later ook daarbuiten zoals in Purmerend, Hoorn en Hoofddorp. De eerste Febo aan de Ferdinand Bolstraat kwam er pas op 9 juni 1993. De automatiekverkoop was oorspronkelijk een internationaal fenomeen dat in de eerste helft van de twintigste eeuw vooral in New York populair was. Het overleefde vooral in Nederland waar onder andere Febo bleef vasthouden aan deze vorm van voedselverstrekking "uit de muur".
In 1990 nam zoon Hans de Borst het bedrijf over, later gevolgd door kleinzoon Dennis de Borst. De oprichter overleed op 8 mei 2008. In augustus 2007 werd in Amsterdam-Noord een nieuw Febo-productiecentrum geopend. Hier worden de snacks geproduceerd, die direct na de productie naar de filialen worden gebracht.

## Organisatie

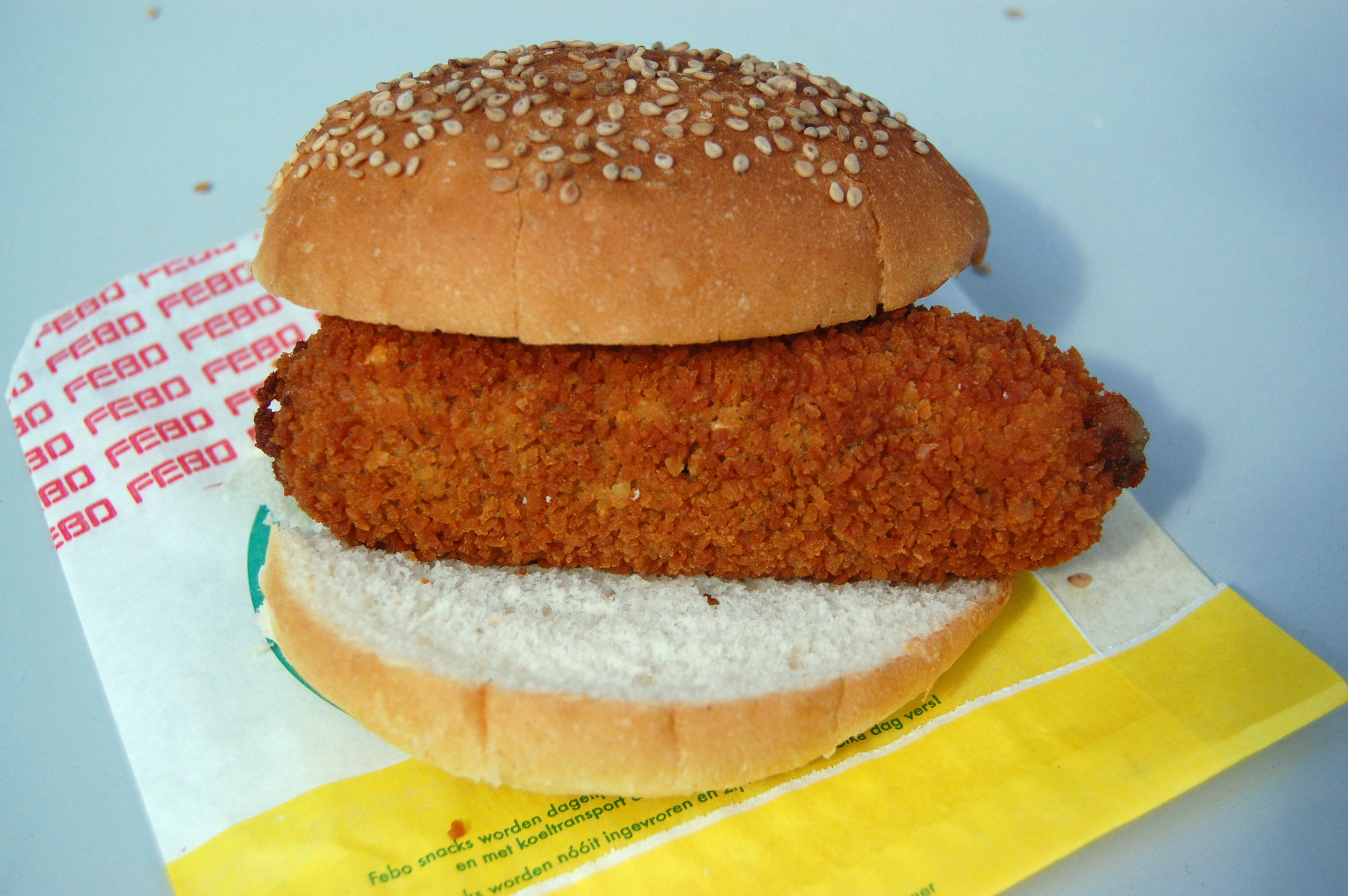
Broodje kroket

De Febo-organisatie is een franchiseorganisatie en in 2013 waren er 59 filialen op franchisebasis. Doordat het grootste deel van de vestigingen op franchisebasis worden gedreven is bij een aantal filialen de franchisehouder voor zichzelf begonnen onder een eigen naam en met eigen producten. Dit is lang geleden gebeurd in Amsterdam met het eerste filiaal op de Karperweg en in de Rijnstraat en recenter met de filialen aan de Pieter Calandlaan en de Jan Evertsenstraat. Ook zijn er door Febo zelf in de loop der tijd filialen gesloten, zoals in de Kalverstraat en het Damrak. De beide filialen in Amsterdam-Zuidoost bevonden zich vroeger op een andere plaats dan nu. Het filiaal aan de Lange Poten in Den Haag is in 2018 verlaten en voortgezet aan de Waldorpstraat.

## Filialen
Het van oorsprong Amsterdamse bedrijf heeft vestigingen in heel Nederland behalve in de provincies Drenthe en Zeeland. Anno 2024 telt de keten volgens eigen opgave meer dan 75 vestigingen waarvan 23 in Amsterdam.
Het filiaal op het Stadionplein in Amsterdam is in oktober 2013 gesloten, na 42 jaar gevestigd te zijn in een voormalig kaartverkoophuisje van het Olympisch Stadion. Door de herontwikkeling van het plein moest het filiaal verdwijnen, maar kreeg een tijdelijke vestiging verderop. Na het gereedkomen van de nieuwbouw is het filiaal terug op het plein, maar nu in een winkelpand.

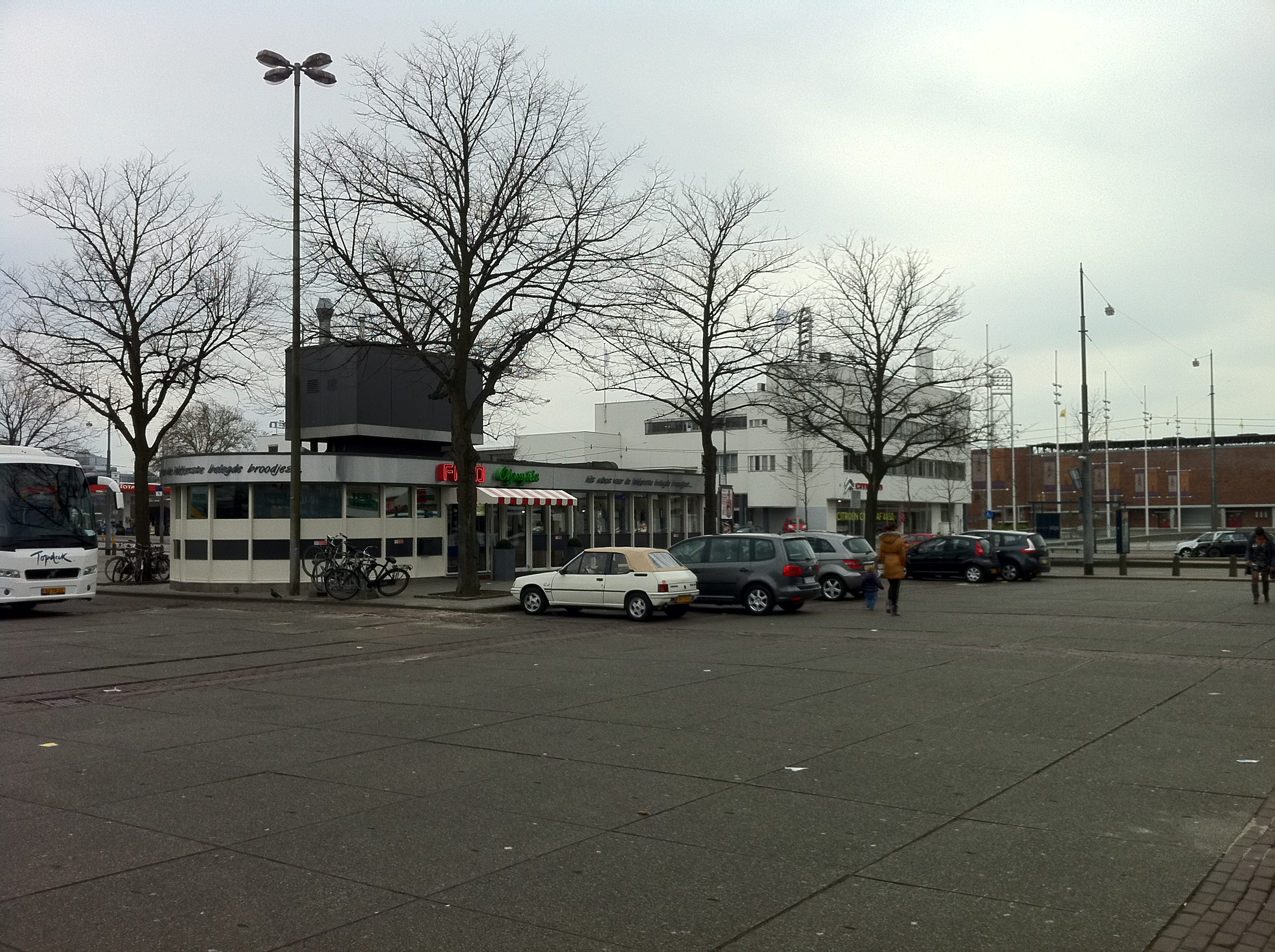
Febo Olympia op Stadionplein in 2012

De in het andere huisje gevestigde luxebroodjeszaak Febo Olympia zou voorgoed sluiten maar is teruggekeerd op een andere locatie tegenover de hoofdingang van de ArenA tegenover het gewone Febo-filiaal.

## Trivia
- In de plaats Chersonissos op het Griekse eiland Kreta was ook een Febo-snackbar. Deze snackbar was geen onderdeel van de Febo-organisatie. Per 10 oktober 2007 werd het onrechtmatig gebruik van de naam gestaakt.
- In de videogame Mass Effect 2, uitgebracht in januari 2010, zit op diverse plaatsen een automatiek van Febo. Hoewel het niet goed zichtbaar is, worden hier blijkbaar alleen hamburgers verkocht. Ook is de hoogte alleen voor kinderen geschikt en zitten soms de plaatjes in spiegelbeeld. Het is nog onduidelijk of er sprake is van in-game advertising of een Easter egg van Bioware.
- In een van de Sjef van Oekelstrips komt een persiflage op de Febo voor, daar 'Plebo' genaamd, waarbij Sjef alle vakjes heeft leeg getrokken en snacks heeft opgegeten en dan klaagt dat er geen wc aanwezig is.
- De snackmuur bij de Arena speelt een rol in de film Il Fait Beau van Leonardo Cariglino, die in juni 2023 werd vertoond op het Tribeca Film Festival in New York.[7]

## Voetnoot
1. ↑  Nationale kroketten: op zoek naar het geheim van krokettenkoning Febo, in 1984. Vrij Nederland. Gearchiveerd op 6 december 2022.
2. ↑  FEBO Spreekbeurt!. Febo. Gearchiveerd op 24 december 2022. Geraadpleegd op 26 juni 2022.
3. ↑  Zuiderveld, U. 2011. Febo - Een Fenomeen. (ter gelegenheid van Febo's 70-jarige bestaan met voorwoord van Johan Cruijff)
4. ↑  Franchise (pagina van de Febo-website; bezocht op 26 juli 2013)
5. ↑  Beroemde Febo op Stadionplein nu echt weg, www.at5.nl; 23 oktober 2013.
6. ↑  Febo Olympia verhuist van Olympisch Stadion naar Amsterdam ArenA, amsterdamarena.nl, 20 december 2013
7. ↑  Typisch Nederlandse snackmuur schittert op festival in New York: 'Hebben ze daar echt zo'n muur?', AD, 13 juni 2023